# Амиргулова, Валентина Ивановна
Амиргулова (Коровина, Черникова) Валентина Ивановна (12 января 1953 года, Орёл, РСФСР — 22 января 2021 года, Орёл, Российская Федерация) — русский писатель, прозаик, член Союза писателей России.

## Биография
Родилась в Орле. Мать, Евдокия Алексеевна Коровина, была малолетней узницей немецких концлагерей. Отец, Иван Васильевич Коровин — участник Великой Отечественной войны. Детство прошло в Орле, по окончании средней школы получила аттестат с отличием. Окончила Орловский машиностроительный техникум и отделение журналистики Воронежского государственного университета. Работала редактором радио на орловском заводе «Химтекстильмаш», редактором областного комитета телевидения и радиовещания, корреспондентом и редактором многотиражной газеты орловского завода «Текмаш», сотрудником в пресс-службе УВД Орловского облисполкома, корреспондентом областной газеты «Орловский комсомолец», редактором многотиражной газеты Орловского педагогического университета, редактором газеты Орловско-Ливенской епархии «Вера отцов». Член Союза журналистов России с 1982 года. Увлекшись краеведением и окончив курсы экскурсоводов, проводила экскурсии по литературным местам. В 1988 году ей довелось сопровождать в поездках по Орловщине правнука великого поэта — Григория Григорьевича Пушкина.
Начав писать рассказы ещё в юности, взяла творческий псевдоним — Амиргулова, посещала занятия литературного объединения при Орловской писательской организации. Первая новелла «С войны» появилась в одной из орловских газет в 1974 году. В 80-х годах принимала участие в нескольких всесоюзных совещаниях молодых писателей, где её творчество получило положительную оценку. Большое влияние на творческие поиски молодого литератора оказало общение с руководителями семинаров: известным критиком, литературоведом Виктором Чалмаевым, писателем-сценаристом Владимиром Железниковым, писателями Юрием Лопусовым и Михаилом Шевченко.
Первые две книги вышли в московских издательствах «Молодая гвардия» и «Современник» большими тиражами. В дальнейшем книги выходили в Приокском книжном издательстве (Тула) и в различных орловских издательствах. Член Союза писателей России с 1991 года, автор более 20 книг прозы и множества публикаций в российских литературных журналах. Рассказы включены в хрестоматию для школ и ВУЗов «Писатели Орловского края XX век», в четырёхтомное собрание избранных произведений современных орловских писателей. В произведениях Валентины Амиргуловой сильна историко-патриотическая направленность и православная тематика.
Скончалась 22 января 2021 года после тяжёлой продолжительной болезни. Похоронена в Орле.

## Отзывы
Высоко оценивал творчество Валентины Амиргуловой известный русский писатель Валентин Сорокин:
Валентина Амиргулова талантливая, честная повествовательница русского горя. Аккуратно, ёмко, где иронично, где горько, где трагично говорит, ведёт рассказ писательница, но везде — убористо, краткословно, русским языком, звучным, метким". 
Лауреат премии имени И. А. Бунина прозаик Валерий Рогов так отзывался о романе «Легион чёрной змеи»:
«Опубликование романа Валентины Амиргуловой „Легион чёрной змеи“ явление незаурядное, а в литературе даже событийное и, безусловно, не регионального уровня, а общероссийского».

Орловский писатель, литературный критик Александр Логвинов подчёркивал:
«История Отечества, история души народа жжёт, мучит и высветляет творчество Валентины Ивановны Амиргуловой. В этом смысле этот роман — сохранение и продолжение лучших традиций отечественной прозы, тех самых традиций, без которых не бывает древа жизни, как без корней».

### Авторские книги
- В большом городе: повести. — М: Молодая гвардия, 1984
- Жребий: повести. — М: Современник, 1986
- Поэма о сапогах: повесть. — Тула: Приокское книжное изд-во, 1991
- Монастырь: повести. — Орёл: Вешние воды, 1995
- Легион чёрной змеи: роман, рассказы. — Орёл: Вешние воды, 1998
- Золотой жертвенник: роман. — Орёл: Вешние воды, 2004
- Наши заступники на небесах. — Орёл: ОРЛИК, 2005
- Орловский венок незабвенному старцу о. Иоанну Крестьянкину. — Орёл: Изд. Александр Воробьёв, 2006
- Лучезарный светильник. — Орёл: Изд. Светлана Зенина, 2007
- Блаженны изгнанные правды ради. Орловский Христа ради юродивый Афанасий Андреевич Сайко. — Орёл: Православное молодёжное братство во имя Великомученика и Победоносца Георгия, 2007 (2-е издание — 2009, 3-е дополненное издание — 2010)
- Орловские богатыри: были. — Орёл: Вешние воды, 2008
- Жить нам предстоит вечно… — Орёл: Изд. Александр Воробьёв, 2009
- Загадки блаженного Афанасия Андреевича Сайко. — Орёл: Изд. Александр Воробьёв, 2009
- Преподобномученик Кукша Печерский — небесный воин. — Орёл: Изд. Александр Воробьёв, 2011
- Апостольский путь преподобного Макария (Глухарева). — Орёл: Изд. Александр Воробьёв, 2011
- Корабль «Орёл»: роман. — Орёл: Изд. Александр Воробьёв, 2012
- Служитель Божьей любви: жизнеописание схиигумена Кронида. — Орёл: Изд. Александр Воробьёв, 2013
- Орловские чудотворные иконы. — Орёл: Изд. Александр Воробьёв, 2013
- Минувшие дела орловцев. — Орёл: ОРЛИК, 2013
- Великий заступник орловцев. Георгий Косов. — Орёл: ОРЛИК, 2014

### Публикации в периодике
- «Роман-газета», Москва
- «Наш современник», Москва
- «Форум», Москва
- «Роман-журнал XXI век», Москва
- «Новая книга России», Москва
- «Бежин луг», Москва
- «Воин России», Москва
- «Невский альманах», Санкт-Петербург

## Награды и премии
- Всероссийская литературная премия «Вешние воды» (2005)[5]
- Всероссийская литературная премия «Отчий дом» им. братьев И.В. и П. В. Киреевских (2011)
- Диплом IV Международного конкурса детской и юношеской литературы им. А. Н. Толстого (2012)
- Бронзовый диплом III Международного славянского литературного форума «Золотой Витязь» (2012)[6]

Награждена:
- Почётной грамотой Союза писателей России (2002, 2010, 2015)
- Почётной грамотой Орловского областного Совета народных депутатов (2003, 2008)
- Дипломом «За большой вклад в духовное возрождение Отечества» и памятной медалью «Христос Воскресе, Радость моя» Президентского Клуба доверенных лиц по Санкт-Петербургу и СЗФО (2008)
- Ахиерейской грамотой епископа Орловского и Ливенского «В благословение за усердные труды во славу Святой Церкви» (2010)
- Почётной грамотой Министерства культуры Российской Федерации (2011)[7]